# Australiphthiria hilaris
Australiphthiria hilaris är en tvåvingeart som först beskrevs av Walker 1852.  Australiphthiria hilaris ingår i släktet Australiphthiria och familjen svävflugor. Inga underarter finns listade i Catalogue of Life.